# 예천 권씨
예천 권씨(醴泉權氏)는 경상북도 예천군을 본관으로 하는 한국의 성씨이다. 본래 성은 흔(昕)씨였다.

## 유래
예천권씨(醴泉權氏)의 유래를 살펴보면 약 700 여년전 고려 충목왕 시절로 거슬러 올라가게 된다. 예천권씨(醴泉權氏) 원래의 성(姓)은 예천지방 3대 토성(土姓)중 하나인 '흔(昕)'씨였으며, 흔(昕)'씨 가문의 선대(先代)는 예천지방의 호족으로 대대로 호장을 세습 하였다.
예빈경(禮賓卿)을 역임한 6세 '흔섬(昕暹)'대에 이르러 고려 29대 '충목왕(忠穆王)'이 등극 하였는데, '충목왕'의 이름(名)이 바로 '흔(昕)'이었다. 이에 '국명(國命)'에 의해 '흔(昕)씨'도 성(姓)을 바꿔야만 했다.
이에 '흔섬(昕暹)'은 어머니의 성(性)이자 흔씨 1세, 3세의 처가 성(性)이기도 한 '권(權)'을 새로운 '성(姓)으로 정하여 '권섬(權暹)'이라 하고 본관은 시조의 세거지인 '예천(醴泉)'으로 하였다.
| 시조(1세)      | 2 세   | 3 세        | 4 세  | 5 세        | 권씨시조(1세) |
| 흔적신(昕迪臣) | 흔득규 | 흔수창      | 흔 경 | 흔승조      | 권섬(權暹)    |
| 配 안동권씨    |        | 配 안동권씨 |       | 配 안동권씨 |               |

(참고 : 예천권씨 세보 <무진보(戊辰譜)>에 따르면, 시조 권섬(權暹)이 충목왕(忠穆王)의 이름인 흔(昕)을 피하여 외가 성씨인 권씨(權氏)로 개성했다고 한다. 그러나 <고려사>에는 신종 원년인 고려 명종때에 예천의 흔씨(昕氏)에게 권(權)씨 성을 내렸다는 기록이 있다. 추측하건데 명종때 권씨 성을 내렸으나, 이후 흔씨로 복성(復姓)하였고 다시 충목왕때 개성한 것이며, 그래서 세보에는 흔적신(昕迪臣)을 시조1세로 기록하지 않았나 판단된다)
이후 예천권씨는 관향인 예천에 터를 잡고 누대에 걸쳐 세거해 왔다. 5세 '권선(權善)'대에 이르러 선대(先代)에 드물게 오행，오기，오복 , 오윤，오상 등５형제를 두었고, 이들 형제가 전부 과거에 급제하여 조정에서는 '오복문(五福門)'이라 칭하며 모두들 부러워 하였다. 그러나 이들이 벼슬길에 나서며 모처럼 가문의 번성을 꾀하였으나, 조선 10대 왕인 연산군 시절의 '무오사화(戊午士禍)'로 인해 예천권씨는 막대한 피해를 입었고 이후 많은 자손들이 안동권씨로 흡수되는 비운을 겪기도 하였다.
권세에 아부하지 않고 부귀공명에 연연하지 않는 선비의 기개는 후손들에게 이어져８세 '권문해(權文海)'는 일찍이 퇴계 '이황(李滉)' 문하에서 학문을 닦아 다시 '권문(權門)'의 명성을 널리 떨쳤다. 선생이 저술한 '대동운부군옥(大東韻府群玉)'은 조선시대 간행된 출판물 중 가장 가치있는 문집 중의 하나로 평가받고 있다
이러한 예천권씨는 예로부터 자손이 귀해 지금도 그 수가 많지 않으며, 특히 '무오사화(戊午士禍)'를 겪으며 후인들이 안동권씨로 살아가게 된 경우가 많이 있었다. 수십년 전 그 문제에 관하여 심각한 논의가 있었으나 이미 여러 세대를 안동권씨로 살아오던 후손들에게 족보를 수정(?)하라고 하기에는 많은 무리가 따랐고, 또한 스스로 자신들의 진정한 뿌리는 예천권씨(醴泉權氏)임을 인식하고 있었다.
세인들 중에는 이런 내력을 알지 못하고 예천권씨를 안동권씨의 한 지파(支派) 정도로 여기는 경우가 많은데 이는 크게 잘못된 것이며 안동권씨 대종회 자료에도 동성이본(同姓異本)임을 분명히 밝히고 있다.
(참고: 안동권씨 대종회: www.andongkwon.or.kr )

■ 고려시대의 흔씨(昕氏)
'예천권씨세보(醴泉權氏世譜)'상의 고려시대 '흔씨(昕氏)'에 대한 기록은 고려 말 약 150년(5代) 뿐이다.
그러나 '고려사절요(高麗史節要)'에 의하면 태조12년 안수진 성주 ''흔평(昕平)', 태조13년 마산 성주 ''흔신(昕辛)', 태조 19년 대장군 '흔악(昕岳)' 등의 기록이 보이며, 태조24년 예천 명봉사 능운 탑비에 원윤 '흔휘(昕暉)', 현종 2년 예천 개심사(開心寺) 5층 석탑기에 광군 '흔경(昕京)' 등의 기록이 있는 것으로 미루어 고려초부터 예천지방에 '흔씨(昕氏)'가 상당수 세거(世居)하고 있었음을 알 수 있다.
이는 최초 기록된 시기보다 약 300여년 정도 더 거슬러 올라가 1,000여년이 넘는 역사를 지니고 있음을 의미하며, 최초 세거지인 예천군 용문면 성현리 혹은 덕신리에 ''흔(昕)'정승의 묘가 있다는 촌로(村老)들의 구전(口傳)이 사실임을 입증하는 것이다.
다만 족보의 간행이 대부분 조선시대에 시작 되었으며 '예천권씨세보(醴泉權氏世譜)'의 기록 시점 또한 그러하였다. 이러한 연유로 그 이전의 '흔씨(昕氏)'에 대한 자세한 내력은 밝히지 못하였을 것으로 추정되며, 이는 많은 후인들로 하여금 아쉬움을 갖게 하는 대목이다.

## 현조소개
예천권씨는 득성(得性)초기부터 후손이 귀했는데, '사성시조(賜姓始祖)'인 '권섬(權暹)'도 '권군보(權君保)'만을 두었다.

'권군보(權君保)'의 손자 '권맹손(權孟孫)'은 조선 초기 대제학, 이조판서등을 역임한 당대의 문장가로 '대동시림' 등을 남겨 가문을 빛냈고, 아우 '권유손(權幼孫)'은 두형제 두었다.
'권유손(權幼孫)'의 둘째 '권선(權善)'이 선대에 드물게 5형제를 두었고, 이들 형제가 모두 문과에 급제, 벼슬길에 나섰다.
이 시기에 가문이 크게 번창하여 조정에서는 예천권씨 가문을 '오복문(五福門)'이라 칭하며, 모든 이들이 부러워 하였다고 한다. 특히 그 중에서도 '백미(白眉)'는 '권오복(權五福)'으로, 김종직의 학통을 이어받아 성종17년 문과에 급제하고 사관으로 활약 하였으나, '무오사화(戊午士禍)'로 인하여 젊은 나이에 졸(卒) 하였다.
권세에 아부하지 않고 부귀공명에 연연하지 않은 대쪽 같은 선비의 기개는 8세손 '권문해(權文海)'에게 이어졌다. 그는 일찍이 퇴계 이황 문하에서 학문을 닦아 영남학파의 주류로 예천권씨의 명성을 일으켰다. 명종 7년 문과에 급제한 그는 정언, 승지를 지내고 이조판서 등을 역임하였다. 외직으로는 대구，공주，청주목사를 거쳤는데 가는곳마다 올바른 정사를 펴서 선정비가 세워졌으며, 대구목사로 있을 때 단군이래 선조까지의 우리역사와 문화예술풍속 등을 총망라하여 1백7가지 운으로 분류, 저술한 '대동운부군옥(大東韻府群玉)' 전20권을 편찬했으나 임진왜란으로 일부 소실되고 오늘날 초고본 및 목판 6백77매가 전해지고 있다. 그의 아들 '권별(權鼈)' 은 기자조선 이래 고려 말에 이르기까지의 왕실의 사적과 조선 초에 이르기까지의 인물 열전을 집대성한 '해동잡록'을 편찬하였다.

■ 권맹손(權孟孫)
1408년 식년문과, 1427년(세종9) 문과중시에 각각 을과로 급제하여 검열, 함길도 관찰사, 공조판서, 대제학등을 역임하고, 1450년(세종32) 이조판서를 거쳐 중추원 부사를 지냈다. 시호는 '제평(齊平)'이다.

■ 권문해(權文海)
1560년(명종 15) 별시문과에 병과로 급제하여,  안동 및 대구부사, 공주목사  등을 역임 하였다.  동부승지, 좌부승지 등을 거쳐 한성부윤, 오위도총부 도총관, 이조판서로 추증 되었다. 퇴계 이황(李滉)의 문하에 들어가 학문에 일가를 이룬 학자로 우리나라 고래의 서적을 널리 참고하여 역사, 인문, 지리, 문학·예술 등을 총망라하여 각 운으로 분류, 조선 최초의 백과사전인 '대동운부군옥(大東韻府群玉)' 20권을 저술했다. 봉산서원(鳳山書院)에 제향되었으며, 저서에 '초간집(草澗集)'이 있다. ( 대동운부군옥책판(부)고본 (大東韻府群玉冊板(附)稿本) 보물 878호 )

## 과거 급제자
예천 권씨는 조선시대 문과 급제자 10명을 배출하였다.
고려 문과
권군보(權君保)
문과
권계응(權啓應) 권맹손(權孟孫) 권맹손(權孟孫) 권문해(權文海) 권오기(權五紀)  권오복(權五福) 권오행(權五行) 권칠림(權七臨) 권희설(權希卨) 권희열(權希說)
생원시
권명상(權命相) 권오복(權五福) 권용(權墉) 권임(權任) 권진도(權進道) 권호상(權顥相) 권후(權厚) 권희정(權希正)
진사시
권국추(權國樞) 권극태(權克泰) 권문성(權文晟) 권성(權晟) 권오기(權五紀) 권오륜(權五倫) 권오행(權五行) 권철(權澈) 권희열(權希說)

## 항렬자
| 17세     | 18세   | 19세     | 20세   | 21세     | 22세   | 23세     | 24세   | 25세     | 26세     |
| -------- | ------ | -------- | ------ | -------- | ------ | -------- | ------ | -------- | -------- |
| 口환(煥) | 재(載) | 口현(鉉) | 승(承) | 口식(植) | 광(光) | 口수(壽) | 진(鎭) | 口구(求) | 口섭(燮) |

## 인구
- 2000년 1,512가구 4,876명
- 2015년 4,531명

## 같이 보기
- 안동 권씨